# Championnats du monde de sambo 2020
Navigation
2019 2021
Les championnats du monde de sambo 2020 ont lieu du 5 novembre au 8 novembre 2020 à Novi Sad, en Serbie.

## Résultats

### Sambo hommes
| Épreuves | Or                       | Argent                     | Bronze                        |
| -------- | ------------------------ | -------------------------- | ----------------------------- |
| 52 kg    | Andrei Kubarkov (RUS)    | Imanbek Tentiev (KGZ)      | Grachyk Osypian (UKR)         |
| 57 kg    | Vladimir Gladkikh (RUS)  | Akmaliddin Karimov (TJK)   | Andrii Laishchuk (UKR)        |
| 57 kg    | Vladimir Gladkikh (RUS)  | Akmaliddin Karimov (TJK)   | Uladzislau Burdz (BLR)        |
| 62 kg    | Davlatjon Khamroev (UZB) | Aleksandr Matais (RUS)     | Khushqadam Khusravov (TJK)    |
| 62 kg    | Davlatjon Khamroev (UZB) | Aleksandr Matais (RUS)     | Ivan Aniskevich (BLR)         |
| 68 kg    | Nikita Kletskov (RUS)    | Uladzislau Sayapin (BLR)   | Mattia Galbiati (ITA)         |
| 68 kg    | Nikita Kletskov (RUS)    | Uladzislau Sayapin (BLR)   | Angel Angelov (BUL)           |
| 74 kg    | Aliaksandr Koksha (BLR)  | Bislan Nadiukov (RUS)      | Gejrgios Markarian (GRE)      |
| 74 kg    | Aliaksandr Koksha (BLR)  | Bislan Nadiukov (RUS)      | Sarbon Ernazarov (UZB)        |
| 82 kg    | Samvel Kazarian (RUS)    | Dmitro Stetsenko (UKR)     | Tsimafei Yemelyanou (BLR)     |
| 82 kg    | Samvel Kazarian (RUS)    | Dmitro Stetsenko (UKR)     | Ulugbek Rakhmonov (UZB)       |
| 90 kg    | Sergey Ryabov (RUS)      | Nemat Yokubov (UZB)        | Komronshokh Ustopiriyon (TJK) |
| 90 kg    | Sergey Ryabov (RUS)      | Nemat Yokubov (UZB)        | Aliaksei Stsepankou (BLR)     |
| 100 kg   | Andrei Kazusionak (BLR)  | Viacheslav Mikhaylin (RUS) | Andrii Boloban (UKR)          |
| 100 kg   | Andrei Kazusionak (BLR)  | Viacheslav Mikhaylin (RUS) | Antony Segard (FRA)           |
| +100 kg  | Artem Osipenko (RUS)     | Dzmitry Khakhlou (BLR)     | Vladimir Gajic (SRB)          |
| +100 kg  | Artem Osipenko (RUS)     | Dzmitry Khakhlou (BLR)     | Ilie Daniel Natea (ROU)       |

### Sambo de combat hommes
| Épreuves | Or                            | Argent                       | Bronze                       |
| -------- | ----------------------------- | ---------------------------- | ---------------------------- |
| 52 kg    | Vladimir Lamanov (RUS)        | Yerkebulan Kuangaliyev (KAZ) | Aaron Aneiros (ESP)          |
| 52 kg    | Vladimir Lamanov (RUS)        | Yerkebulan Kuangaliyev (KAZ) | Dilshod Gadoev (UZB)         |
| 57 kg    | Mukhtar Gamzaev (RUS)         | Lutfilla Saydamatov (UZB)    | Maximilien Vallot (FRA)      |
| 57 kg    | Mukhtar Gamzaev (RUS)         | Lutfilla Saydamatov (UZB)    | Bohdan Babenko (UKR)         |
| 62 kg    | Bakhodir Bokiev (UZB)         | Alexander Salikov (RUS)      | Oleksandr Voropaiev (UKR)    |
| 62 kg    | Bakhodir Bokiev (UZB)         | Alexander Salikov (RUS)      | Mederbek Saparbek Uulu (KGZ) |
| 68 kg    | Sheih-Mansur Habibulaev (RUS) | Emil Nezirov (BUL)           | Andrii Kucherenko (UKR)      |
| 68 kg    | Sheih-Mansur Habibulaev (RUS) | Emil Nezirov (BUL)           | Siarhei Kapylou (BLR)        |
| 74 kg    | Vladyslav Rudniev (UKR)       | Daiyrbek Karyiaev (KGZ)      | Charly Schmitt (FRA)         |
| 82 kg    | Alexey Ivanov (RUS)           | Furkat Ruziev (UZB)          | Vadym Burchak (UKR)          |
| 82 kg    | Alexey Ivanov (RUS)           | Furkat Ruziev (UZB)          | Nurisbek Bekberdiev (KGZ)    |
| 90 kg    | Sultan Aliev (RUS)            | Louis Laurent (FRA)          | Petro Davydenko (UKR)        |
| 90 kg    | Sultan Aliev (RUS)            | Louis Laurent (FRA)          | Elaman Genzhebaev (KGZ)      |
| 100 kg   | Seidou Nji Mouluh (CMR)       | Anatolii Voloshynov (UKR)    | Teodoras Aukštuolis (LTU)    |
| 100 kg   | Seidou Nji Mouluh (CMR)       | Anatolii Voloshynov (UKR)    | Dragan Begovic (SRB)         |
| +100 kg  | Valentin Moldavskiy (RUS)     | Razmik Tonoian (UKR)         | Eimantas Vaikasas (LTU)      |
| +100 kg  | Valentin Moldavskiy (RUS)     | Razmik Tonoian (UKR)         | Maxwell Djantou Nana (CMR)   |

### Sambo femmes
| Épreuves | Or                          | Argent                          | Bronze                           |
| -------- | --------------------------- | ------------------------------- | -------------------------------- |
| 48 kg    | Elena Bondareva (RUS)       | Alina Pashuk (UKR)              | Cristina Casas (ESP)             |
| 48 kg    | Elena Bondareva (RUS)       | Alina Pashuk (UKR)              | Maria Guedez (VEN)               |
| 52 kg    | Vera Lotkova (RUS)          | Mariia Buiok (UKR)              | Samara Abdumalik Kyzy (KGZ)      |
| 52 kg    | Vera Lotkova (RUS)          | Mariia Buiok (UKR)              | Gulnoza Ziyaeva (UZB)            |
| 56 kg    | Anastasia Valova (RUS)      | Daniela Poroineanu (ROU)        | Khrystyna Bondar (UKR)           |
| 56 kg    | Anastasia Valova (RUS)      | Daniela Poroineanu (ROU)        | Samantha Le Cocguen (FRA)        |
| 60 kg    | Gulfia Mukhtarova (RUS)     | Ibodatkhow Agoyonova (UZB)      | Sabina Artemciuc (MDA)           |
| 60 kg    | Gulfia Mukhtarova (RUS)     | Ibodatkhow Agoyonova (UZB)      | Yaiza Jimenez (ESP)              |
| 64 kg    | Anastasiya Shevchenko (UKR) | Vera Harelikava (BLR)           | Laetitia Blot (FRA)              |
| 64 kg    | Anastasiya Shevchenko (UKR) | Vera Harelikava (BLR)           | Ekaterina Onoprienko (RUS)       |
| 68 kg    | Volha Maleika (ROU)         | Nastassia Skvartsova (BLR)      | Kateryna Moskalova (BUL)         |
| 68 kg    | Volha Maleika (ROU)         | Nastassia Skvartsova (BLR)      | Anastasiia Fhilippovich (RUS)    |
| 72 kg    | Anzhela Zhylinskaya (BLR)   | Nataliya Smal (UKR)             | Mathilde Clément (FRA)           |
| 72 kg    | Anzhela Zhylinskaya (BLR)   | Nataliya Smal (UKR)             | Tatyana Zenchenko (RUS)          |
| 80 kg    | Mariya Oriashkova (BUL)     | Sviatlana Tsimashenka (BLR)     | Zhanara Kusanova (RUS)           |
| 80 kg    | Mariya Oriashkova (BUL)     | Sviatlana Tsimashenka (BLR)     | Lavinia Florentina Ionescu (ROU) |
| +80 kg   | Olga Artoshina (RUS)        | Vasylyna-Iryna Kyrychenko (UKR) | Sydney Sy (PHI)                  |
| +80 kg   | Olga Artoshina (RUS)        | Vasylyna-Iryna Kyrychenko (UKR) | Gabriela Gigova (BUL)            |